# گالیک اسید
گالیک‌ اسید (به انگلیسی: Galic acid) با نام آیوپاک ۵،۴،۳-تری‌هیدروکسی‌بنزوئیک اسید با فرمول شیمیایی {\textstyle {\ce {C6H2(OH)3CO2H}}}، جامدی سفید رنگ است (اگرچه نمونه‌ها به دلیل اکسیداسیون جزئی، قهوه ای می‌شوند). گالیک اسید یکی از ایزومرهای تری‌هیدروکسی‌بنزوئیک‌ اسید است که به عنوان یک فنولیک اسید طبقه بندی می‌شود. این ماده در در گردو، سماق، فندق افسون‌گر، برگ چای، پوست بلوط و سایر گیاهان یافت می‌شود. نمک‌ها و استرهای گالیک اسید، «گالات» نامیده می‌شوند.
نام گالیک اسید از گال بلوط گرفته شده است، چیزی که از آن تانیک اسید استحصال می‌شد. برخلاف نام «گالیک اسید»، این ماده حاوی گالیم نیست.

## جداسازی و مشتقات

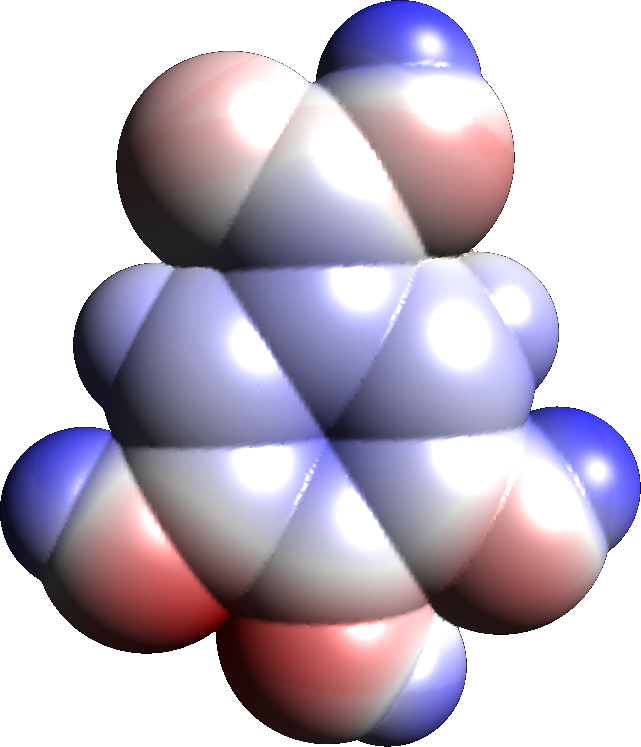
نقشه پتانسیل الکترواستاتیکی سطح مولکول گالیک اسید

گالیک اسید به آسانی از طریق هیدرولیز در محیط اسیدی یا بازی از گالوتانن‌ها (با گلوتامین اشتباه گرفته نشود) آزاد می‌شود. زمانی که گالیک اسید با سولفوریک اسید غلیظ حرارت داده شود، تبدیل به روفیگالول می‌شود. تانن‌های قابل هیدرولیز در اثر هیدرولیز، تجزیه می‌شوند، گالیک اسید و گلوکز یا الاجیک اسید و گلوکز تولید می‌کنند که به ترتیب به نام گالوتانن و الاجیتانن شناخته می‌شوند.

### بیوسنتز
گالیک اسید از اثر آنزیم شیکیمات دهیدروژناز بر دی‌هیدروکسی‌شیکیمات، 3،5-دی‌هیدروشیکیمات ایجاد می‌شود که ترکیب اخیر بعدا آروماتیک می‌شود.

ساختار مولکولی ۵،۳-دی‌دهیدروشیکیمات

ساختار مولکول الجژیک اسید شبیه ساختار دو مولکول اسید گالیک است که در موقعیت سر به دم و همچنین توسط یک پیوند C-C (مانند بی فنیل) و دو پیوند استری حلقوی (لاکتونها) به هم متصل شده اند که دو حلقه شش‌تایی اضافی را تشکیل می‌دهند.

### واکنشها

#### اکسیداسیونو جفت‌شدن اکسیداتیو
محلولهای بازی گالیک اسید به آسانی توسط هوا اکسید می‌شوند. همچنین اکسیداسیون توسط آنزیم گالات دی اکسیژناز، آنزیمی که در باکتری سودوموناس پوتیدا یافت می‌شود کاتالیز می‌شود.
گالیک اسید در حضور آرسنیک اسید، یون پرمنگنات، یون پرسولفات و یا یون یدید در واکنش جفت شدن اکسیداتیو  الاجیک اسید میدهد، مثل واکنش متیل گالات با آهن (|||) کلرید. گالیک اسید استرهای بین مولکولی (دپسیدها) مانند دی‌گالیک و اتر-استرهای حلقوی (دیپسیدون‌ها) را تشکیل می‌دهد.

#### هیدروژناسیون
هیدروژناسیون گالیک اسید، مشتقات سیکلو هگزان یعنی هگزاهیدروگالیک می‌دهد.

#### دکربوکسیلاسیون
حرارت دادن گالیک اسید منجر به تولید محصول دکربوکسیلاسیون یعنی پیروگالول (۳،۲،۱-تری هیدروکسی بنزن) می‌دهد. این تبدیل توسط آنزیم گالات دکربوکسیلاز نیز کاتالیز می‌شود.

#### استریفیکاسیون
اغلب استرهای گالیک اسید هم سنتزی و هم طبیعی شناخته شده اند. آنزیم گالات 1-بتا گلوکوزیل ترانسفراز، گلیکوزیلاسیون (اتصال گلوکز و عکس عمل گلیکولیز) گالیک اسید را کاتالیز می‌کند.

## زمینه کاربردی و استفاده‌های تاریخی
گالیک اسید ماده اساسی و اولیه مرکب آهن‌مازو (یک استاندارد اروپایی نوشتن و نقاشی کردن از قرن ۱۲ تا ۱۹) بوده‌ و تاریخچه آن به امپراتوری روم و رول‌های دریاچه مرده برمی‌گردد. پلینیوس (۲۳-۷۹ میلادی) گالیک اسید را به عنوان ترکیبی برای شناسایی مس (||) استات تقلبی (آهن (||) سولفات ۷ آبه به جای مس (||) کربنات، ماده اولیه مس (||) استات جعل میشد)، ماده ای که برای پردازش چرم استفاده می‌شد، همچنین گالیک اسید را به عنوان ماده ای برای تولید رنگ معرفی کرده است. ترکیب سه ماده اولیه گال‌ درخت بلوط (به سیب بلوط نیز معروف است) زمانی که پس از خرد شدن با آب مخلوط شود تولید تانیک اسید می‌کند، زاج سبز (آهن (||) سولفات یا فروس سولفات) که از تبخیر آب اشباع از سولفات یا زهکش معدن به دست آمده و صمغ عربی حاصل از درختان آکاسیا، برای تولید جوهر استفاده میشده.
گالیک اسید یکی از موادی بود که آنجلو مای (۱۷۸۲-۱۸۵۴)، در میان دیگر محققان اولیه پالیمپسست‌، برای پاک کردن لایه بالای رویی دست‌نوشته و آشکارسازی نوشته‌های مخفی استفاده شد. مای اولین نفری بود که از آن استفاده کرد اما این کار را بدون ظرافت و لطافت انجام داد که اغلب دست نوشته‌ها برای استفاده محققان دیگر بسیار آسیب دیده بودند.
گالیک اسید اولین بار توسط دانشمند سوئدی کارل ویلهلم شیله در سال ۱۷۸۶ مطالعه شد. در سال ۱۸۱۸ شیمیدان و داروساز فرانسوی، هنری براکونوت (۱۷۸۰-۱۸۵۵) راهی ساده تر برای استخراج و خالص سازی گالیک اسید از گالها را استفاده کرد. همچنین گالیک اسید توسط شیمیدان فرانسوی  تئوفیل ژولز پلوز (۱۸۰۷-۱۸۶۷) مورد مطالعه قرار گرفت.
مخلوط گالیک اسید با استیک اسید در انواع مختلفی در ابزارها و شیوه‌های اولیه عکاسی کاربرد داشت. مانند روش کالوتایپ که برای حساس کردن نقره موجود در نقره نیترات به نور، از گالیک اسید استفاده می‌شد.

## پیدایش
گالیک اسید در تعدادی از گیاهان خشکی مثل گیاه انگلی Cynomorium coccineum، گیاه آبزی Myriophyllum spicatum و جلبک سبز-آبی Microcystis aeruginosa یافت میشود. همچنین گالیک اسید در گونههای مختلف بلوط  مثل  Caesalpinia mimosoides و در پوست ساقه Boswellia dalzielii یافت میشود. در میان سایرین بسیاری از مواد غذایی حاوی مقادیر مختلفی  از گالیک اسید هستند بخصوص میوهها (ازجمله موز، توت‌فرنگی و انگور). همچنین در چای، میخک و سرکه حاوی مقادیری از گالیک اسید هستند. در این میان میوه خرنوب منبع غنی از گالیک اسید می‌باشد. (۲۴ تا ۱۶۵ میلی‌گرم در هر ۱۰۰ گرم)

## استرها
- اتیل گالات، یک افزودنی غذایی با شماره E313.
- پروپیل گالات، با نام آیوپاک پروپیل 3,4,5-تری‌هیدروکسی‌بنزوات، استر حاصل از واکنش استریفیکاسیون فیشری گالیک اسید و پروپانول است.
- اکتیل گالات، استر اکتانول و گالیک اسید است.
- دودسیل گالات، یک لوریل گالات، استر دودکانول و گالیک اسید است.
- اپی‌کاتچین گالات، یک فلاوان-۳-اُل، یک نوع فلاونوئید، موجود در چای سبز است.
- اپی‌گالوکاتچین گالات (EGCG)، که به نام اپی گالوکاتچین-3-گالات، استر اپیگالوکاتچین و گالیک اسید است.